# Đại Tự
Đại Tự là một xã thuộc huyện Yên Lạc, tỉnh Vĩnh Phúc, Việt Nam.

## Địa lý
Xã Đại Tự nằm ở tây nam huyện Yên Lạc có vị trí địa lý:
- Phía bắc giáp xã Yên Đồng
- Phía nam giáp thành phố Hà Nội
- Phía đông giáp xã Liên Châu
- Phía tây giáp huyện Vĩnh Tường.

Xã Đại Tự có diện tích 8,92 km², dân số năm 1999 là 10.559 người, mật độ dân số đạt 1.184 người/km².

## Hành chính
Xã Đại Tự được chia thành 16 thôn.